# Бомгард, Герт Адрианс
Герт Адрианс Бомгард (нидерл. Geert Adriaans Boomgaard; 21 сентября 1788, Гронинген, Республика Соединённых провинций — 3 февраля 1899, Гронинген, Нидерланды) — гражданин Нидерландов, признаваемый большинством учёных-демографов в качестве первого полностью верифицированного долгожителя, чьи даты рождения и смерти известны и признаны. Однако некоторые из них рассматривают его в качестве второго международно признанного долгожителя в истории после его соотечественника Томаса Питерса (1745—1857), чьи точные даты жизни вызывают споры, но который был всё-таки занесён в Книгу рекордов Гиннесса в начале 1990-х годов.
Бомгард известен как последний живший на Земле солдат Великой армии Наполеона, а также долгое время считался самым старым ветераном из всех, о которых что-либо известно.

## Жизнь
О жизни Бомгарда известно очень мало. Он родился в Гронингене, Нидерланды, и умер в этом же городе. Его отец был капитаном небольшого судна, и сохранившиеся записи сообщают, что Бомгард выполнял впоследствии ту же работу, что и его отец. Другие источники сообщают, что он служил солдатом в 33-м полку лёгкой пехоты Великой армии Наполеона.
Известно также, что он женился 4 марта 1818 года и затем вступил в новый брак после смерти первой жены 17 марта 1831 года.
Умер Бомгард в возрасте 110 лет и 135 дней.

## Доказательства возраста
Исследования о возрасте Бомгарда были опубликованы в трёх статьях генеалога Хереса в генеалогическом периодическом издании Gruoninga в 1976, 1977 и 1978 годах. На сайте stehelene.org, который посвящён восстановлению утраченных архивов о награждении медалью святой Елены, находится его фотография с (предположительно) собственной медалью святой Елены и свидетельством, в котором указывается, что «Герт Адрианс из Гронингена получил эту медаль» за свою действительную военную службу в период правления Наполеона I. Свидетельство зарегистрировано в la Grande Chancellerie под номером 1871 и имеет штемпель с подписью герцога Плезанса генерала Анне-Шарля Лебрена, великого канцлера (1853—1859).
Свидетельство о смерти Бомгарда подтверждает, что он достиг возраста 110 лет.